# Rio Feather
O rio Feather (em inglês:  Feather River), com cerca de 270 km de comprimento, é o principal afluente do rio Sacramento no Nordeste da Califórnia, Estados Unidos. Ele escoa parte das águas do norte da Serra Nevada e uma pequena porção do vale do rio Sacramento. O rio possui uma rica história de mineração de ouro no século XIX. Ele também provê o abastecimento de água para a Califórnia central e do sul, sendo a principal fonte de água para o California State Water Project.